# Empiema
Per  empiema  in campo medico, si intende una raccolta di pus in una qualunque cavità corporea già presente nell'organismo.

## Tipologia
Esistono varie forme di empiema a seconda del luogo dove si manifesta la raccolta di pus, fra le più studiate in letteratura ritroviamo:
- Empiema pleurico, la forma più diffusa, infiammazione dello spazio pleurico
- Empiema subdurale, infiammazione delle meningi
- Empiema colecistico, raccolta di pus nella colecisti

## Eziologia
Gli agenti batterici che comportano questa infiammazione sono diversi. Un ruolo importante è svolto dai cosiddetti piogeni, tra cui è possibile includere numerose classi di batteri: gram positivi (Staphylococcus aureus, streptococcus pyogenes, streptococcus pneumoniae), gram negativi (neisseria meningitidis, neisseria gonorrhoeae), enterobatteri (E. Coli, Yersinia Pestis) e altri.

## Terapia
Il trattamento solitamente è chirurgico, accompagnato da farmaci per contrastare l'infiammazione.